# حركة العين

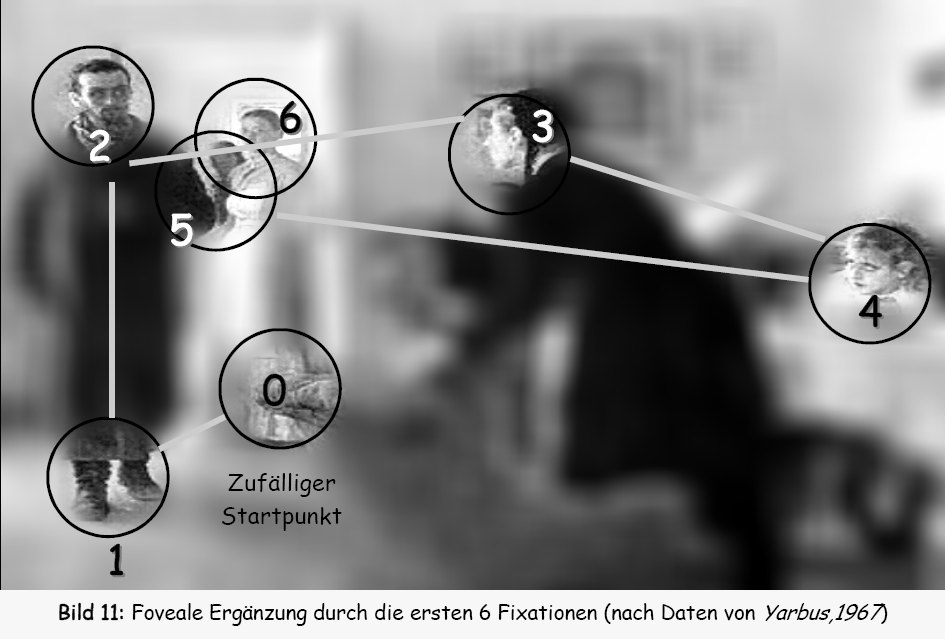
حركة العين في ثانيتين.

تتحرك العينان في الظروف الطبيعية بشكل متقارن، ومع ذلك يسمح التجانح الأفقي بالاندماج البصري للأشياء على مسافات مختلفة. يبدأ التحكم بحركات العين في نصفي الكرة المخية وبالتحديد ضمن ساحات العين الجبهية، ثم يهبط السبيل بعد ذلك إلى جذع الدماغ وترد إليه معلومات من القشر البصري والأكيمة العلوية والمخيخ.

## حركة العين اللاإرادية
الحركات اللاإرادية في العين ربما تكون ناتجةً لعلَّة في أحد أعصاب العين، فهناك ثلاثة أعصاب تتحكم في العين، أو ربما يكون لسبب مركزي في الدماغ أو ربما يكون لسبب نفسي، والأسباب النفسية هي الغالبة وهي الأكثر، والقلق من أكثر الأشياء التي تؤدي إلى هذه الحركات اللاإرادية، فهذه الانقباضات العضلية السريعة تحدث في بعض الأحيان في الوجه وفي أحيان أخرى حول العين